# Louis Dupré d'Aulnay
Louis Dupré d'Aulnay, né à Paris vers 1670 et mort en 1758. Après avoir rempli les fonctions de commissaire des guerres, il fut nommé directeur général de l'administration des vivres. Il joignait à des connaissances très étendues en administration un esprit cultivé.
On a de lui :
- Traité des subsistances militaires, Paris, 1741, in-4°, ouvrage très estimé;
- Dissertation sur la cause physique de l'électricité, Paris, 1746, in-12 ;
- Réception du docteur Hecquet aux enfers, la Haye (Paris), 1748, in-12 ;
- Réflexions sur la transfusion du sang, Paris, 1749, in. 12 ;
- Aventures du faux Chevalier de Warwick, Londres (Paris), 1752, in-12.

On lui attribue encore des Lettres sur la génération des animaux.

## Pour approfondir